# Patelnia (skała)
Patelnia – najbardziej na północ wysunięta skała tworząca wspólnie z Małą i Ostrą Grabowieckie Skały (niem. Gräberstein) w Karkonoszach.

## Położenie
Granitowa skała położona na wysokości 720 m n.p.m. znajduje się w pobliżu Babiej Ścieżki (Sosnówka - Dobre Źródło), na północnym zboczu szczytu Grabowiec. Według przekazów na skale, odbywały się sabaty czarownic. Skała udostępniona dzięki schodkom jako punkt widokowy do 1945 była pomnikiem przyrody.

## Szlaki turystyczne
W pobliżu biegnie szlak turystyczny:
- czerwony: Główny Szlak Sudecki Karpacz - Mysłakowice[1].